# 14 Pułk Ułanów (powstanie listopadowe)
Pułk 14-ty Ułanów – pułk jazdy Wojska Polskiego Królestwa Kongresowego.
Organizowany na Litwie na początku lipca 1831, jednak jego formowania nie udało się sfinalizować.
Zawiązek 14 pułku ułanów został ostatecznie wcielony do 13 pułku ułanów.